# 조선민주주의인민공화국 주재 외국공관 목록

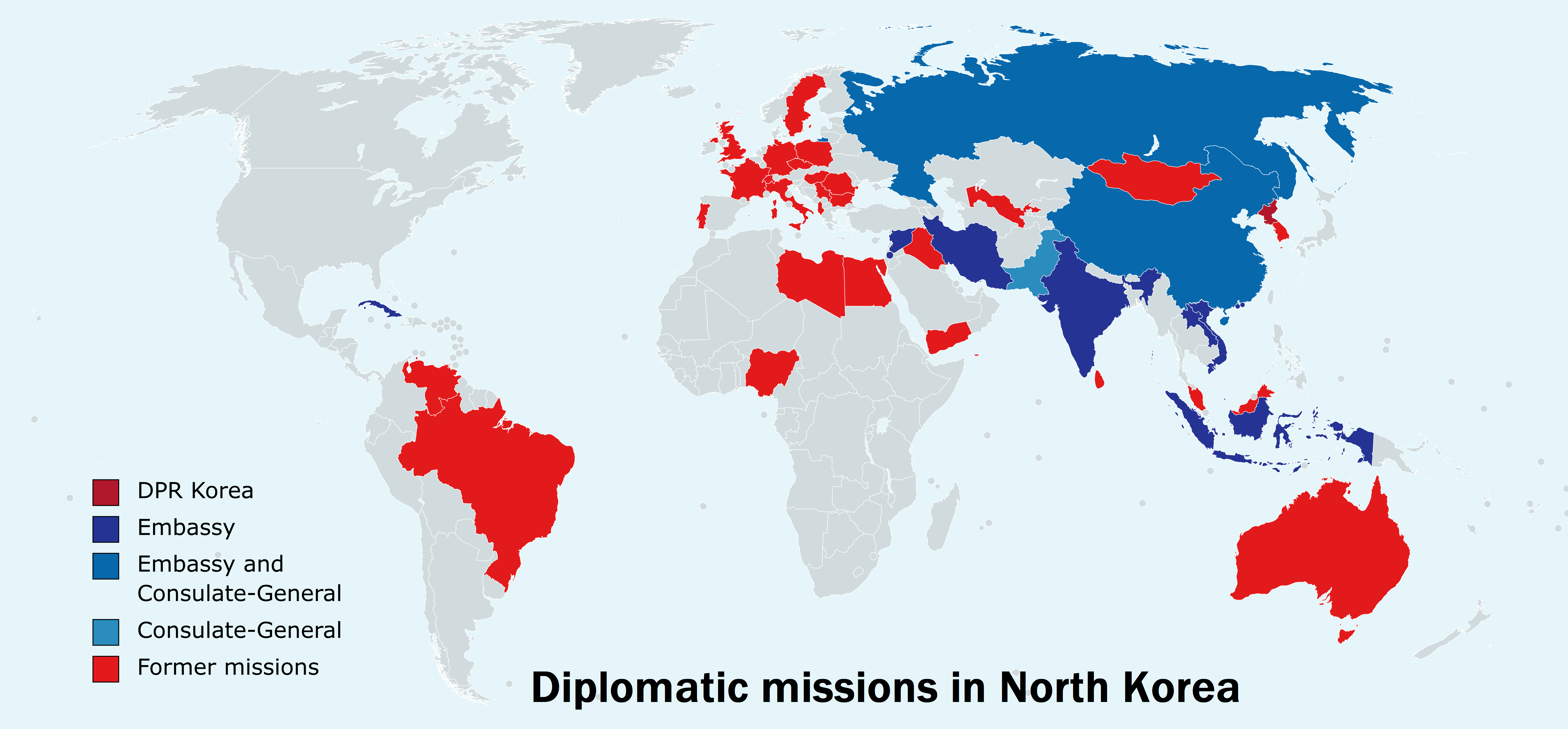
조선민주주의인민공화국 주재 외국공관

본 문서에서는 조선민주주의인민공화국에 주재하는 외국공관을 다룬다.

## 대사관 및 사무소

### 평양직할시
- 나이지리아
- 니카라과
- 라오스[1][2]
- 러시아 (대사관)[3][2]
- 몽골
- 베네수엘라
- 베트남
- 불가리아
- 브라질
- 스웨덴 (대사관)
- 시리아
- 영국
- 이란
- 이집트
- 인도
- 인도네시아
- 중화인민공화국 (대사관)[4]
- 체코
- 캄보디아
- 쿠바 (대사관)[5][2]
- 파키스탄
- 팔레스타인
- 폴란드

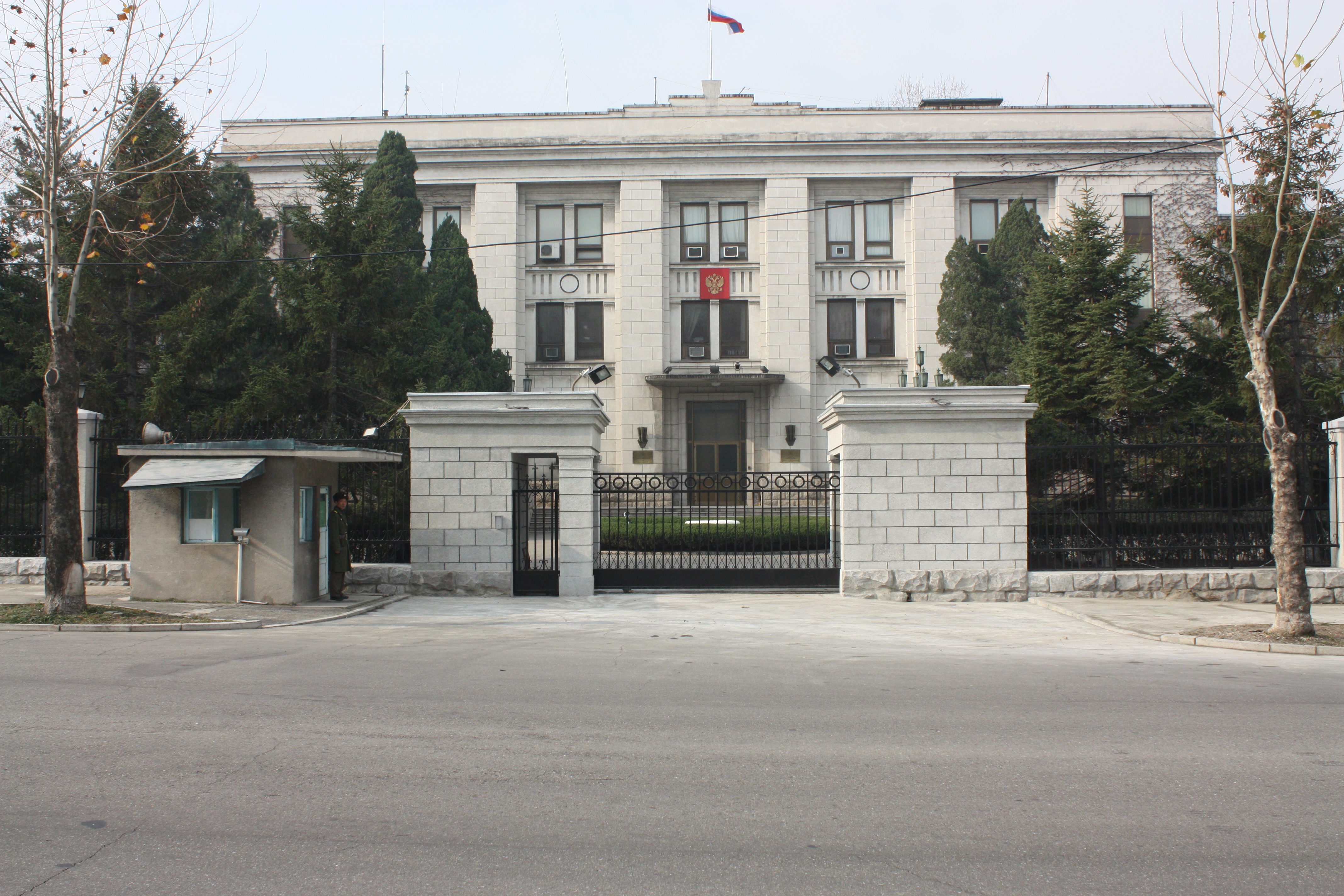
평양 주재 러시아 대사관

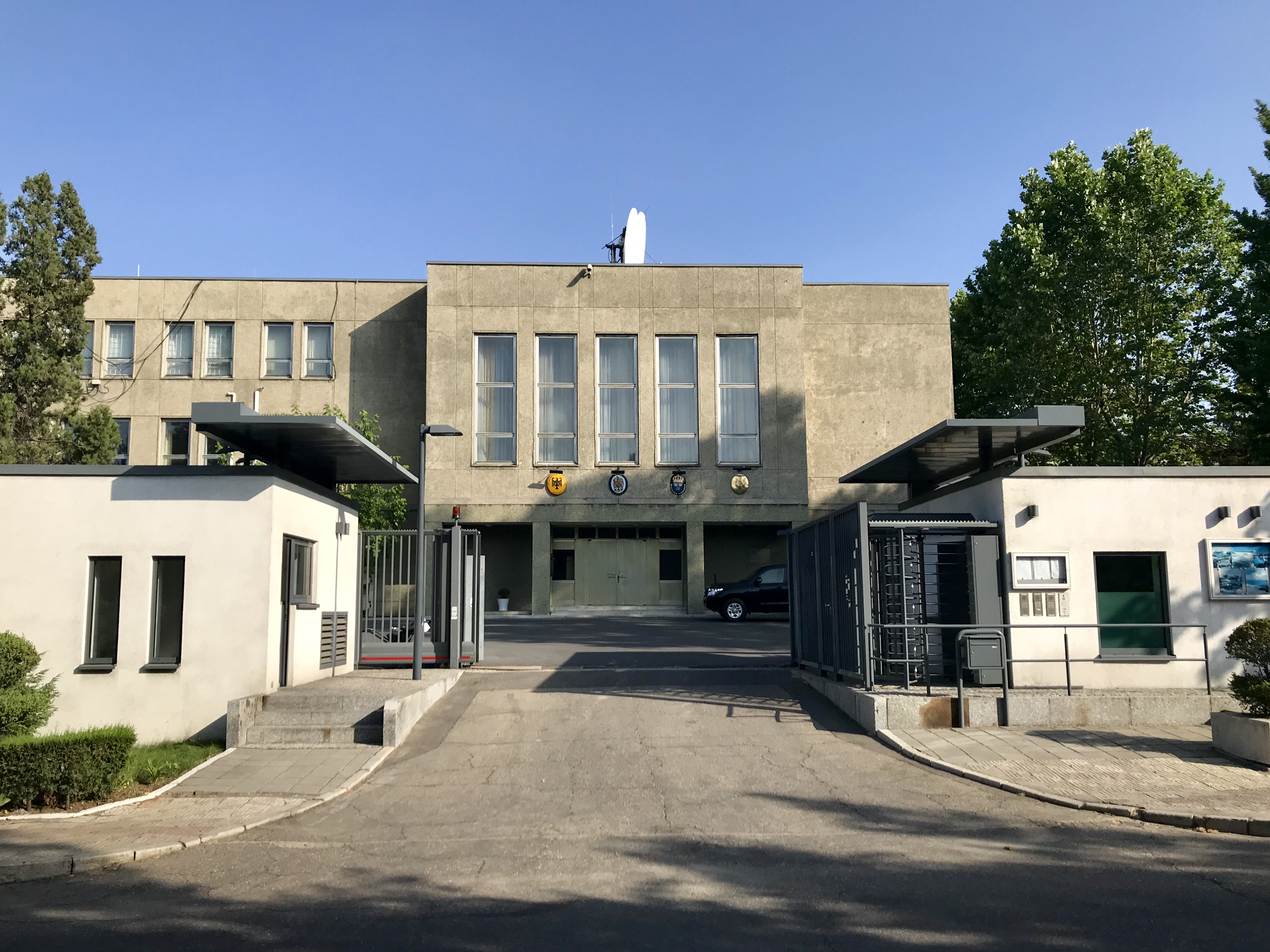
스웨덴, 영국, 독일, 프랑스 공관

대부분의 대사관은 문수동 외교 단지로 알려진 평양 시내의 특별한 지역에 위치해 있다. 러시아, 중국, 그리고 현재 폐쇄된 파키스탄 대사관은 다른 대사관보다 훨씬 크기 때문에 외교 단지 밖에 있다. 전 동독 대사관은 영국, 독일, 스웨덴 대사관, 프랑스 문화협력사무소가 있는 외교 구역의 활동의 중심지이다. 스웨덴은 호주, 캐나다, 미국인의 보호국 역할을 하며, 북한에 공관이 없는 북유럽 국가에 영사 서비스를 제공하며, 그외에도 이탈리아와 스페인의 비자 신청을 처리한다.

## 총영사관

### 함경북도청진시
- 러시아[8]
- 중화인민공화국[9]

## 비상주공관
다음 국가들은 조선민주주의인민공화국과 외교 관계는 수립하였으나 조선민주주의인민공화국에 대사관을 설치하지 않은 국가들이다. 옆에 병기한 지역에 설치된 공관에서 주 북조선 대사관을 겸임한다.
베이징시에 상주공관을 둔 나라
| - 알바니아 - 오스트리아 - 아제르바이잔 - 방글라데시 - 브루나이 - 미얀마 - 콜롬비아 - 카메룬 - 칠레 - 키프로스 - 에티오피아 - 헝가리 - 아이슬란드 - 자메이카 - 카자흐스탄 - 레바논 - 북마케도니아 - 말라위 | - 몰타 - 페루 - 카타르 - 오만 - 르완다 - 세이셸 - 싱가포르 - 시에라리온 - 슬로베니아 - 세르비아 - 남아프리카 공화국 - 스페인 - 탄자니아 - 태국 - 튀니지 - 잠비아 - 짐바브웨 |

서울특별시에 상주공관을 둔 나라
| - 오스트레일리아 - 벨기에 - 캐나다 - 덴마크 - 핀란드 - 그리스 - 과테말라 - 아일랜드 | - 이탈리아 - 멕시코 - 네덜란드 - 뉴질랜드 - 노르웨이 - 포르투갈 - 슬로바키아 - 튀르키예 |

도쿄도에 상주공관을 둔 나라
| - 니카라과 - 세네갈 |

하노이에 상주공관을 둔 나라
| - 이라크 - 필리핀 |

## 과거에 설치한 대사관
- 독일
- 루마니아
- 대한민국 (남북공동연락사무소 사무처)
- 스위스 (사무소로 운영)
- 남예멘
- 덴마크
- 리비아
- 말레이시아 (대사관, 2004년 개설, 2021년 폐쇄)
- 스리랑카
- 알바니아
- 유고슬라비아 (현재의  세르비아에 해당)
- 포르투갈
- 핀란드
- 헝가리
- 태국
- 알제리

## 같이 보기
- 조선민주주의인민공화국의 재외공관 목록